# 男性化
男性化（英語：masculinization）是一個改變一個人的性別特徵的過程。男性化者有男性的性徵或男性气质。

## 生物学的男性化
- 阴蒂肥大
- 男性化激素疗法
- 雄性化

## 社會性別的男性化
- 跨性別男性
- 男体化

## 參看
- 性别决定系统
- 女性化